# Aleph (lettre)
Pour les articles homonymes, voir Aleph.
Aleph ou alef (hébreu : אָלֶף), א, est la première lettre de l'alphabet hébreu, où elle note le phonème /ʔ/ (coup de glotte).
Le caractère Unicode de א est 05D0.

## Histoire

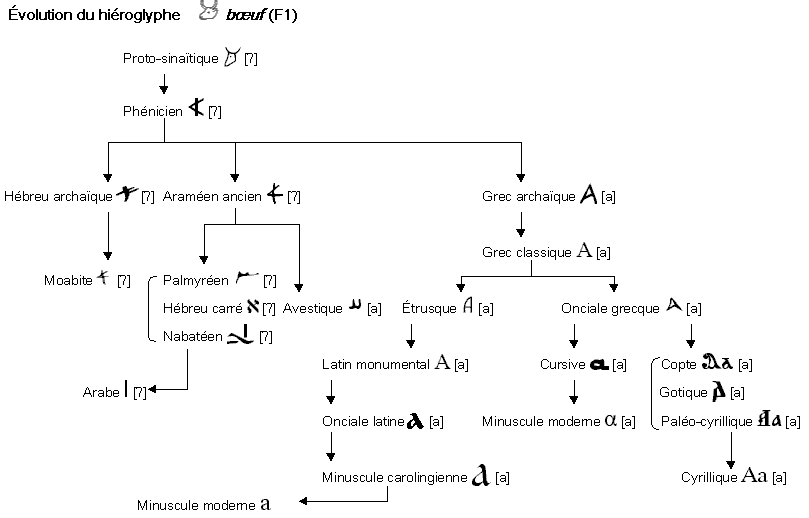
Évolution de la lettre.

La lettre aleph de l'alphabet hébreu descend de la lettre ālaph de l'alphabet araméen, elle-même issue de l’alphabet phénicien, où elle notait déjà le coup de glotte.
Elle est donc historiquement apparentée tant à la lettre ʾalif de l'alphabet arabe qu’à la lettre alpha de l’alphabet grec (et, par là, au A latin et au А cyrillique),
bien que celles-ci possèdent des valeurs phonétiques différentes (le ʾalif arabe a dévié de sa valeur originelle de coup de glotte, tandis que l’alpha grec et ses descendants ont pris comme valeur la voyelle /a/ qui suivait le coup de glotte).
La lettre hébreue ressemble à la lettre A de l'écriture brahmi (ancêtre de nombreuses écritures d'Inde et d'Asie du Sud-Est), dont elle est vraisemblablement cousine via l’alphabet araméen.
La lettre phénicienne d'origine (sans doute apparentée au coup de glotte de l'alphabet ougaritique) tire son tracé de la figuration d’une tête de bovin, avec des cornes, puisque dans cette langue le mot taureau ou bœuf commençait par un coup de glotte.
Cette tête cornue apparait moins dans l'écriture hébreue carrée, en revanche l'écriture hébreue manuscrite a conservé nettement la forme des cornes[réf. nécessaire].
| F1 |

| F1 |

| F2 |

| F2 |

## Valeur numérique
Dans le système de numérotation alphabétique hébraïque sa valeur est 1. Comme dans de nombreuses langues, ce système de numérotation alphabétique a servi à noter les nombres avant que le système numérique ne le supplante.
Sa guématria pleine (l’addition des valeurs numériques de toutes les lettres du mot « aleph » en hébreu, à savoir aleph, lamed et pé) vaut 111.

## Codage informatique
| Caractère | Code   | Bloc Unicode            | Nom Unicode                   |
| --------- | ------ | ----------------------- | ----------------------------- |
| א         | U+05D0 | hébreu                  | Lettre hébraïque alef         |
| ℵ         | U+2135 | symboles de type lettre | Symbole alef                  |
| ⠃         | U+2803 | combinaisons Braille    | Combinaison braille points-12 |